# Smash (série télévisée, 2004)
Pour les articles homonymes, voir Smash (homonymie).
Smash une série télévisée québécoise en 5 épisodes de 45 minutes puis 12 épisodes de 25 minutes  scénarisée par Daniel Lemire et diffusée entre le 8 mars 2004 et le 5 décembre 2005 à la Télévision de Radio-Canada.

## Synopsis
La vie de quatre vieux amis qui traversent ensemble le milieu de la quarantaine, toujours liés par une franche complicité.

## Distribution
- Daniel Lemire : Sylvain
- Linda Sorgini : Hélène
- Louis-Georges Girard : Jacques
- Jean L'Italien : François
- Isabelle Vincent : Laurence, ex-femme de Sylvain
- Benoît McGinnis : Benoît, fils de Sylvain
- Dominique Pétin : Marie-Emmanuelle
- Mireille Thibault : Madame Trudel, cuisinière de l'auberge
- Marie-Josée Bastien : Geneviève, cliente de Sylvain
- Alain Lépine : Robert, client de Sylvain
- Claudia Ferri : Céline, cliente de Sylvain
- Normand D'Amour : Michel, client de Sylvain
- Olivier Morin : Olivier, fils d'Hélène
- Jacques Allard : Paul Mayrand, organisateur politique d'Hélène
- Marie Charlebois ; Muriel Simard, attachée de presse d'Hélène
- Pierre Limoges : Didier, journaliste
- Stéphane Breton : Martial, grand ami de l'ex de François
- Marjolaine Lemieux : Diane, secrétaire de François
- Maxime Dumontier : Antoine, fils de François
- Marie-France Marcotte : Marie, mère d'Antoine
- Pierre Curzi : Fafard, patron de Jacques
- Maude Guérin : Maude, femme de Jacques
- Valérie Dumas ; Caroline, fille de Jacques et Ghyslaine
- Mélodie Lapierre : Fannie, fille de Jacques et Maude
- Marie Gignac ; Ghyslaine, ex-femme de Jacques
- Aubert Pallascio : beau-père de Jacques
- Lorna Gordon : Myriam, voisine de Jacques
- Sylvie Potvin : Suzanne, belle-mère de Caroline

## Fiche technique
- Scénario et dialogues : Daniel Lemire
- Collaboration au scénario : Jean-Pierre Plante
- Réalisateur : Ricardo Trogi
- Directeur de production : Dominic St-Jean
- Productrice déléguée : Sylvie Roy
- Producteurs au contenu : Claude Maher et Sylvie Roy
- Producteur : Luc Wiseman
- Production : Avanti Ciné Vidéo

## Épisodes

### Première saison (2004)
1. Sylvain et les femmes
2. Hélène et les contradictions
3. François et les apparences
4. Jacques et la mondialisation
5. Le mariage

### Deuxième saison (2005)
1. Deux ans plus tard
2. La vie normale reprend son cours
3. Les affaires se corsent
4. Chacun s'habitue à sa nouvelle vie

(Les titres pour les 8 derniers épisodes n'ont pas été fournis)